# Catageneză
Catageneza (din franceză catagenèse) este evoluția regresivă (involuția) unei specii prin simplificare sau dispariție a unor organe sau funcții.
Tot catageneză se numește și una din cele patru faze ale năpârlirii: anageneză, catageneză, teleogeneză și metageneză, catageneza reprezentând faza de oprire a creșterii fibrelor în cadrul activității ciclice a foliculilor piloși.
Catageneza este și o etapă din formarea petrolului (alături de diageneză și metageneză), și reprezintă procesul de alterare termică sau de piroliză naturală lentă a materiei organice, îngropată odată cu sedimentele. Începe la adâncimi de aproximativ 900-1000 m și temperaturi ce variază între 60 – 65 °C (limita inferioară) și 140 – 150 °C (limita superioară). Aceste praguri de temperatură nu sunt fixe, însă s-a observat că după 65 °C kerogenul își pierde echilibrul termodinamic și în procesul de echilibrare care are loc își modifică compoziția cât și structura. Cea mai importantă transformare care are loc în timpul catagenezei sedimentelor este creșterea gradului de compactare, odată cu creșterea adâncimii de îngropare, sub acțiunea presiunii litostatice. Se disting două faze ale catagenezei: 
1. catageneza slabă (faza de formare a hidrocarburilor lichide sau “fereastra petrolului”),
2. catageneza avansată (faza de formare a gazelor umede).